# Canton des Portes du Médoc
Le canton des Portes du Médoc est une circonscription électorale française du département de la Gironde.

## Histoire
Un nouveau découpage territorial de la Gironde entre en vigueur à l'occasion des premières élections départementales suivant le décret du 20 février 2014. Les conseillers départementaux sont, à compter de ces élections, élus au scrutin majoritaire binominal mixte. Les électeurs de chaque canton élisent au Conseil départemental, nouvelle appellation du Conseil général, deux membres de sexe différent, qui se présentent en binôme de candidats. Les conseillers départementaux sont élus pour 6 ans au scrutin binominal majoritaire à deux tours, l'accès au second tour nécessitant 12,5 % des inscrits au 1er tour. En outre la totalité des conseillers départementaux est renouvelée. Ce nouveau mode de scrutin nécessite un redécoupage des cantons dont le nombre est divisé par deux avec arrondi à l'unité impaire supérieure si ce nombre n'est pas entier impair, assorti de conditions de seuils minimaux. Dans la Gironde, le nombre de cantons passe ainsi de 63 à 33.
Le canton des Portes du Médoc est formé en grande partie des communes de l'ancien canton de Blanquefort (5 communes sur 6). Il est entièrement inclus dans l'arrondissement de Bordeaux. Le bureau centralisateur est situé à Eysines.

## Représentation
| Période élective | Période élective | Mandat | Mandat   | Identité          | Nuance | Nuance | Qualité |
| ---------------- | ---------------- | ------ | -------- | ----------------- | ------ | ------ | --- |
| 2015             | 2021             | 2015   | 2021     | Christine Bost    |        | PS     | Maire d'Eysines Première vice-présidente du Conseil départementale Ancienne conseillère générale du Canton de Blanquefort |
| 2015             | 2021             | 2015   | 2021     | Stéphane Saubusse |        | DVG    | Principal-adjoint de collège Conseiller municipal du Pian-Médoc (jusqu'en 2020)                                           |
| 2021             | 2028             | 2021   | en cours | Christine Bost    |        | PS     | Première Vice-Présidente du Conseil départementale Présidente de Bordeaux Métropole (depuis 2024)                         |
| 2021             | 2028             | 2021   | en cours | Philippe Ducamp   |        | DVG    | Proviseur Maire de Ludon-Médoc                                                                                            |

### Résultats détaillés

#### Élections de mars 2015
À l'issue du 1er tour des élections départementales de 2015, deux binômes sont en ballottage : Christine Bost et Stéphane Saubusse (Union de la Gauche, 42,65 %) et Marc François et Roxane Maury (Union de la Droite, 26,99 %). Le taux de participation est de 49,4 % (18 922 votants sur 38 303 inscrits) contre 50,54 % au niveau départemental et 50,17 % au niveau national.
Au second tour, Christine Bost et Stéphane Saubusse (Union de la Gauche) sont élus avec 55,3 % des suffrages exprimés et un taux de participation de 46,76 % (9 098 voix pour 17 911 votants et 38 303 inscrits).
Stéphane Saubusse a quitté EELV et est à  Génération.s.

#### Élections de juin 2021
Le premier tour des élections départementales de 2021 est marqué par un très faible taux de participation (33,26 % au niveau national). Dans le canton des Portes du Médoc, ce taux de participation est de 31,11 % (13 042 votants sur 41 927 inscrits) contre 33,41 % au niveau départemental. À l'issue de ce premier tour, deux binômes sont en ballottage : Christine Bost et Philippe Ducamp (Union à gauche, 47,76 %) et Jean-Claude Mignon et Mathilde Naveys--Dumas (RN, 19,83 %).
Le second tour des élections est marqué une nouvelle fois par une abstention massive équivalente au premier tour. Les taux de participation sont de 34,36 % au niveau national, 33,6 % dans le département et 32,21 % dans le canton des Portes du Médoc. Christine Bost et Philippe Ducamp (Union à gauche) sont élus avec 73,34 % des suffrages exprimés (9 356 voix pour 13 506 votants et 41 936 inscrits),,.

## Composition
Le canton des Portes du Médoc comprend cinq communes.
| Nom                             | Code Insee | Intercommunalité   | Superficie (km2) | Population (dernière pop. légale) | Densité (hab./km2) | Modifier                                    |
| ------------------------------- | ---------- | ------------------ | ---------------- | --------------------------------- | ------------------ | ------------------------------------------- |
| Eysines (bureau centralisateur) | 33162      | Bordeaux Métropole | 12,01            | 24 436 (2022)                     | 2 035              | modifier les données · modifier les données |
| Blanquefort                     | 33056      | Bordeaux Métropole | 33,72            | 16 786 (2022)                     | 498                | modifier les données · modifier les données |
| Ludon-Médoc                     | 33256      | CC Médoc Estuaire  | 18,69            | 5 466 (2022)                      | 292                | modifier les données · modifier les données |
| Parempuyre                      | 33312      | Bordeaux Métropole | 21,80            | 10 407 (2022)                     | 477                | modifier les données · modifier les données |
| Le Pian-Médoc                   | 33322      | CC Médoc Estuaire  | 30,12            | 7 198 (2022)                      | 239                | modifier les données · modifier les données |
| Canton des Portes du Médoc      | 3325       |                    | 116,34           | 64 293 (2022)                     | 553                | modifier les données                        |

## Démographie
En 2022, le canton comptait 64 293 habitants, en évolution de +10,2 % par rapport à 2016 (Gironde : +6,91 %, France hors Mayotte : +2,11 %).
| 2013   | 2018   | 2022   |
| ------ | ------ | ------ |
| 55 482 | 60 255 | 64 293 |